# Tábor
Tábor (in tedesco Tabor) è una città della Repubblica Ceca, capoluogo del distretto omonimo, in Boemia Meridionale; il centro abitato è parte di una conurbazione che comprende anche Sezimovo Ústí e Planá nad Lužnicí.

## Storia
Prima dell'edificazione del borgo medievale esisteva già un castello, di cui è rimasta soltanto la torre cilindrica di Kotnov.
Tábor fu fondata nel 1420 da un gruppo di fuggitivi, provenienti da Praga, con l'intento di costruire una fortezza hussita nella Boemia Meridionale. I suoi fondatori, seguaci di Jan Hus (ca. 1369-1415), sostenevano la causa hussita proclamando l'uguaglianza sociale, cosicché, seguendo un principio molto radicale per il medio evo, fu bandita a Tábor qualsiasi attività privata.

## Monumenti e luoghi d'interesse

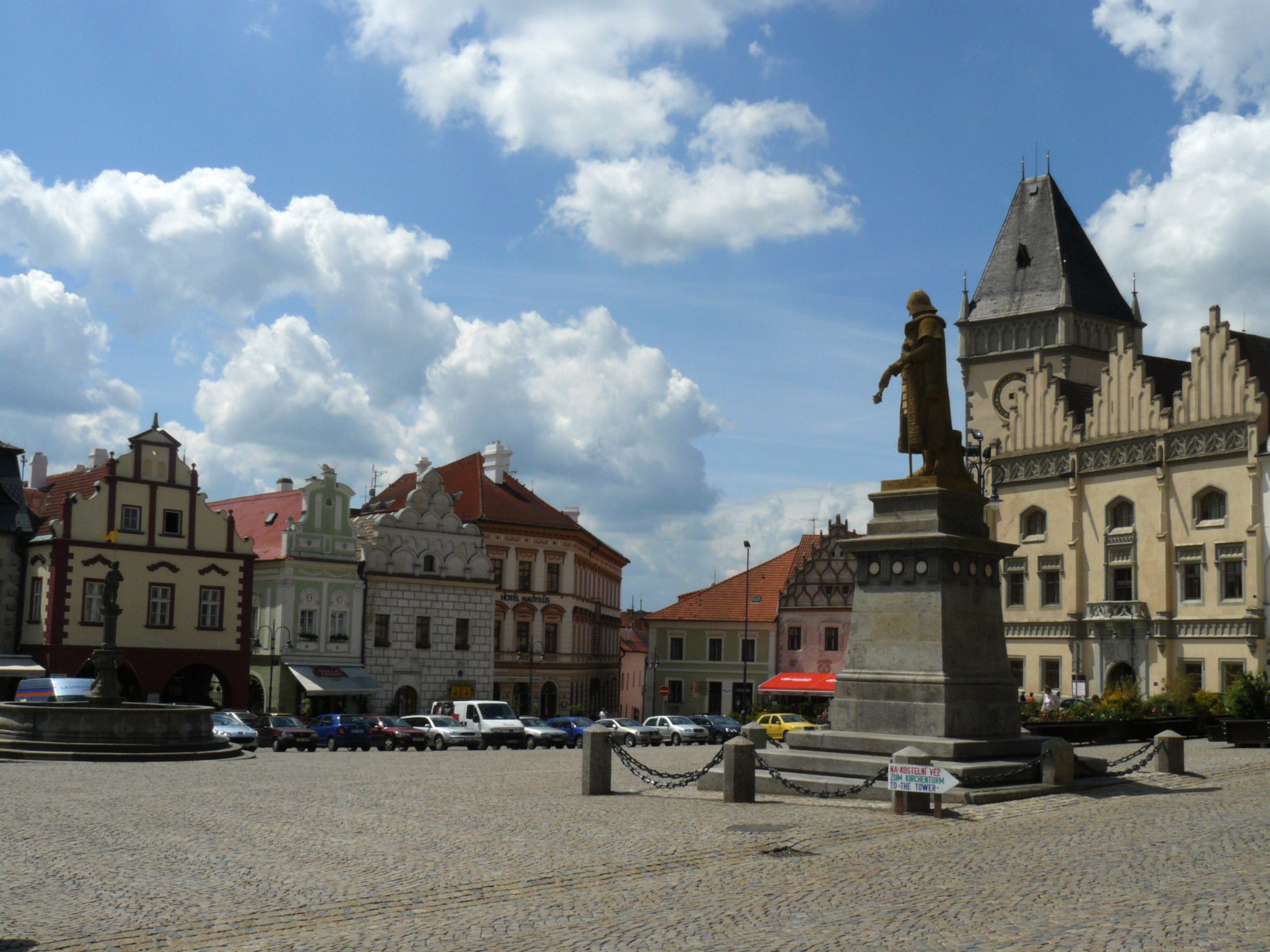
Piazza Žižkovo con il municipio

La piazza centrale, Žižkovo námĕsti, deve il suo nome al generale hussita Jan Žižka, a cui è dedicata anche una statua; al centro della piazza si trova una fontana di epoca rinascimentale, mentre sul lato nord vi è la chiesa della Trasfigurazione, della seconda metà del Quattrocento.
Il vecchio municipio, edificato nel 1440 e, in seguito, ricostruito in stile rinascimentale, ospita il museo hussita, oltre ad una sala del consiglio del 1515 adornata con volte di elevato valore artistico; sotto l'edificio si trovano alcune gallerie che raggiungono una lunghezza complessiva di circa 14 chilometri, che furono ideate come rifugio contro attacchi nemici o incendi, che rappresentavano un pericolo molto frequente per la cittadina.
La città vecchia ha una struttura tipicamente medievale, costituita da un compatto labirinto di vicoli circondato dalle antiche mura, delle quali sono ancora visibili alcuni tratti; nel cuore del borgo medievale, vicino alle rovine del castello, si erge la Porta di Bechyňe, un edificio risalente al Quattrocento, che oggi ospita un interessante museo di vita medievale.

## Amministrazione

### Gemellaggi
- Costanza, Germania, dal 1984
- Dole, Francia, dal 1997
- Orinda, Stati Uniti d'America, dal 1999
- Wels, Austria, dal 2005
- Škofja Loka, Slovenia, dal 2006
- Nové Zámky, Slovacchia, dal 2011